# Torrijos (Marinduque)
Torrijos è una municipalità di quarta classe delle Filippine, situata nella Provincia di Marinduque, nella Regione del Mimaropa.
Torrijos è formata da 25 baranggay:
- Bangwayin
- Bayakbakin
- Bolo
- Bonliw
- Buangan
- Cabuyo
- Cagpo
- Dampulan
- Kay Duke
- Mabuhay
- Makawayan
- Malibago
- Malinao

- Maranlig
- Marlangga
- Matuyatuya
- Nangka
- Pakaskasan
- Payanas
- Poblacion
- Poctoy
- Sibuyao
- Suha
- Talawan
- Tigwi